# Ermita de la Virgen de la Peña (Mijas)
La ermita de la Virgen de la Peña de Mijas (provincia de Málaga, España) fue excavada en la roca sobre 1548 por frailes mercedarios. Sin embargo, la tradición cuenta que la Virgen aparareció entre los muros del antiguo castillo en 1586, permaneciendo oculta durante los ocho siglos que comprendió el dominio musulmán en la península.

## Historia
Tras la conquista por parte de la Corona de Castilla de las últimas plazas fuertes previas a la capital del Reino Nazarí de Granada, las leyendas de apariciones marianas y sacras se multiplicaron. La aparición de la Virgen de la Peña, sigue el esquema típico de las demás apariciones, como la de los libros sacros del Albayzín y otras. 
Se le atribuye la visión a los hermanos Juan y Asunción Bernal Linaire, los cuales estando en las tareas de pastoreo vieron en lo alto de la torre del castillo a una paloma que se transfiguró en la Virgen, siendo esta la que les dio aviso de su paradero. El hallazgo según se relata se hizo antes del Corpus Christi.